# Mantorras
Pedro Manuel Torres,  conocido como Mantorras (Huambo, Angola, 18 de marzo de 1982), es un exfutbolista angoleño. Jugaba de delantero y su último equipo fue el Clube Desportivo Primeiro de Agosto de la Primera División de Angola.

## Selección nacional
Ha sido internacional con la Selección de fútbol de Angola.

### Participaciones en Copas del Mundo
| Mundial                        | Sede     | Resultado    |
| ------------------------------ | -------- | ------------ |
| Copa Mundial de Fútbol de 2006 | Alemania | Primera fase |

## Clubes
| Club                     | País     | Año         |
| ------------------------ | -------- | ----------- |
| Futebol Clube de Alverca | Portugal | 1999 - 2001 |
| SL Benfica               | Portugal | 2001 - 2010 |
| Primeiro de Agosto       | Angola   | 2011 - 2012 |

## Palmarés

### Campeonatos nacionales
| Título           | Club                   | País     | Año  |
| ---------------- | ---------------------- | -------- | ---- |
| Copa             | Sport Lisboa e Benfica | Portugal | 2005 |
| Supercopa        | Sport Lisboa e Benfica | Portugal | 2005 |
| Primera División | Sport Lisboa e Benfica | Portugal | 2005 |

### Copas internacionales
| Título                      | Equipo | País    | Año  |
| --------------------------- | ------ | ------- | ---- |
| Campeonato Juvenil Africano | Angola | Etiopía | 2001 |

(*) Incluyendo la selección

### Distinciones individuales
| Distinción                        | Año  |
| --------------------------------- | ---- |
| Futbolista Joven Africano del año | 2001 |

- Datos: Q464815